# Sauquillo de Cabezas
Sauquillo de Cabezas er en by og kommune i det centrale Spanien i provinsen Segovia. Den har et indbyggertal på 137 (2024) indbyggere.